# موزه سلطنتی هنرهای زیبای آنتورپ
موزه سلطنتی هنرهای زیبای آنتورپ (هلندی: Koninklijk Museum voor Schone Kunsten Antwerpen) موزه‌ای در آنتورپ، بلژیک است که در سال ۱۸۱۰ میلادی تأسیس شد. این موزه مجموعه‌ای از نقاشیها، مجسمه‌ها و طرح‌هایی از سده چهاردهم تا بیستم میلادی را در خود جای داده‌است. این مجموعه نماینده آثار هنری و سلیقه علاقه‌مندان به هنر در آنتورپ و هلند شمالی و جنوبی از سده پانزدهم میلادی به بعد است. این موزه بعد از ۱۰ سال بازسازی گسترده، از سپتامبر سال ۲۰۲۲ میلادی مجددآ باز گشایی خواهد شد.
ساختمانی که این مجموعه در آن قرار دارد به سبک معماری نئوکلاسیک ساخته شده و یکی از بناهای دیدنی منطقه زوید در جنوب آنتورپ است. ساخت این بنا که توسط جیکوب ویندز و فرانس وان دیک طراحی شده‌است، در سال ۱۸۸۴ آغاز، در سال ۱۸۹۰ افتتاح شد و در سال ۱۸۹۴ به پایان رسید. دو تندیس برنز نصب‌شده بر روی این ساختمان و نیز و نقش یادبودی از هفت هنرمند دیگر ازجمله یان وان آیک و پیتر پل روبنس توسط مجسمه‌ساز توماس وینوت ساخته‌شده‌اند.

## تاریخچه
مجموعه هنری این موزه با آثار هنری بدست آمده از انجمن صنفی سنت لوک آنتورپ گردهم آمد، که از اواخر سده چهاردهم تا سال ۱۷۷۳ فعال بود. هنگامی که انجمن صنفی منحل شد، مجموعه نقاشی‌های آن به آکادمی هنرهای زیبا، که در سال ۱۶۶۳ توسط دیوید تنیرز تاسیس شده بود، منتقل شدند. در این نگارخانه آثاری از پیتر پاول روبنس، جیکوبوب جوردینز و کرنلیس دو ووس وجود داشت. در هنگام اشغال فرانسوی‌ها در ۱۷۹۴ و ۱۷۹۶، آثار هنری موجود در کلیساها و دیگر ساختمان‌های آنتورپ غارت شدند. آثاری که بعدها بازیابی شدند، در این موزه قرار گرفتند. این موزه در سال ۱۸۱۷ تعداد ۱۲۷ اثر هنری را در فهرست‌نامه خود ذکر کرد، که بیشترشان آثاری از اواسط قرن شانزدهم و هفدهم میلادی بودند.
در پایان سال ۲۰۱۱ موزه برای بازسازی بسته شد. بازگشایی دوباره این موزه در سال ۲۰۲۱–۲۰۲۲ برنامه‌ریزی شده‌است.

## آثار هنری
هنرمندانی که آثارشان در این موزه نگهداری می‌شود، عبارتند از:
- سده پانزدهم
  - یان وان آیک
  - ژان فوکه
  - روخیر فان در ویدن
  - هانس مملینگ
- سده شانزدهم:
  - فرانس فلورس د وریندت
  - کوینتن متیجس
  - یوآخیم پاتینیر
  - مارتن د ووس
  - گیلی کوینت
- سده هفدهم:
  - اراسموس د بی
  - یان بروگل مهتر
  - آنتونی فان دیک
  - فرانس هالس
  - جیکوب جوردینز
  - تئودور رومبوتس
  - پیتر پاول روبنس
- سده نوزدهم:
  - جیمز انسور
  - آگوست رودن
  - هانری وان ده ولده
  - فرناند خنوف
  - الکساندر کابانل
- سده بیستم:
  - پیر آلچینسکی
  - رنه ماگریت
  - جیکوب اسمیتس
  - گوستاو وان دو ووستین
  - ریک واترز

## نگارخانه

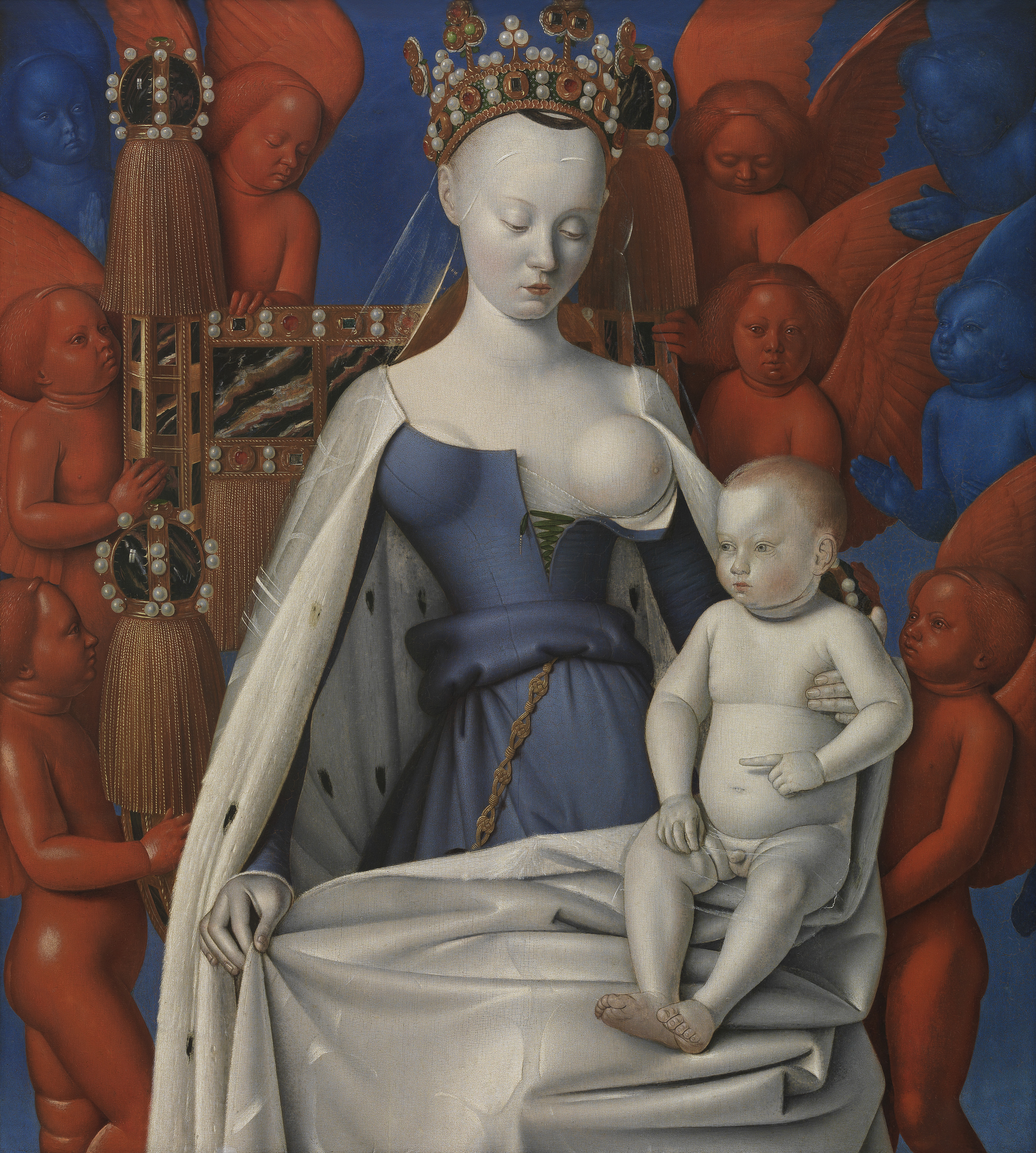
ژان فوکه، باکره و کودک احاطه شده توسط فرشتگان
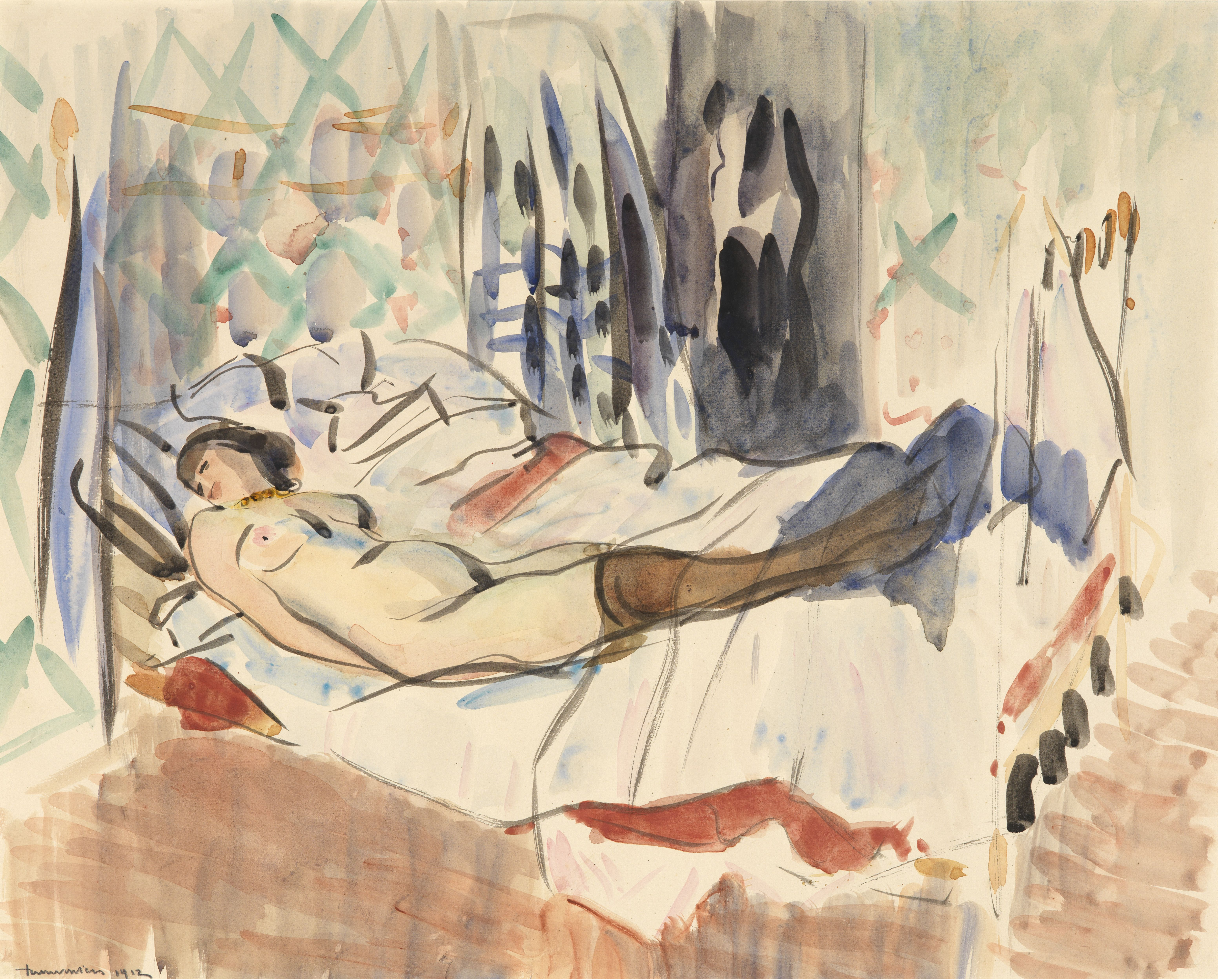
زن برهنه حین استراحت، نام اثری است به سال ۱۹۱۲ میلادی از ریک وُترز. این اثر اکنون در مالکیت موزه سلطنتی هنرهای زیبای آنتورپ قرار دارد.
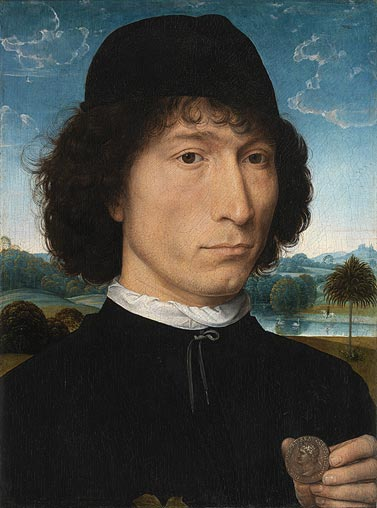
هانس مملینگ، پرتره یک مرد با مدال رومی
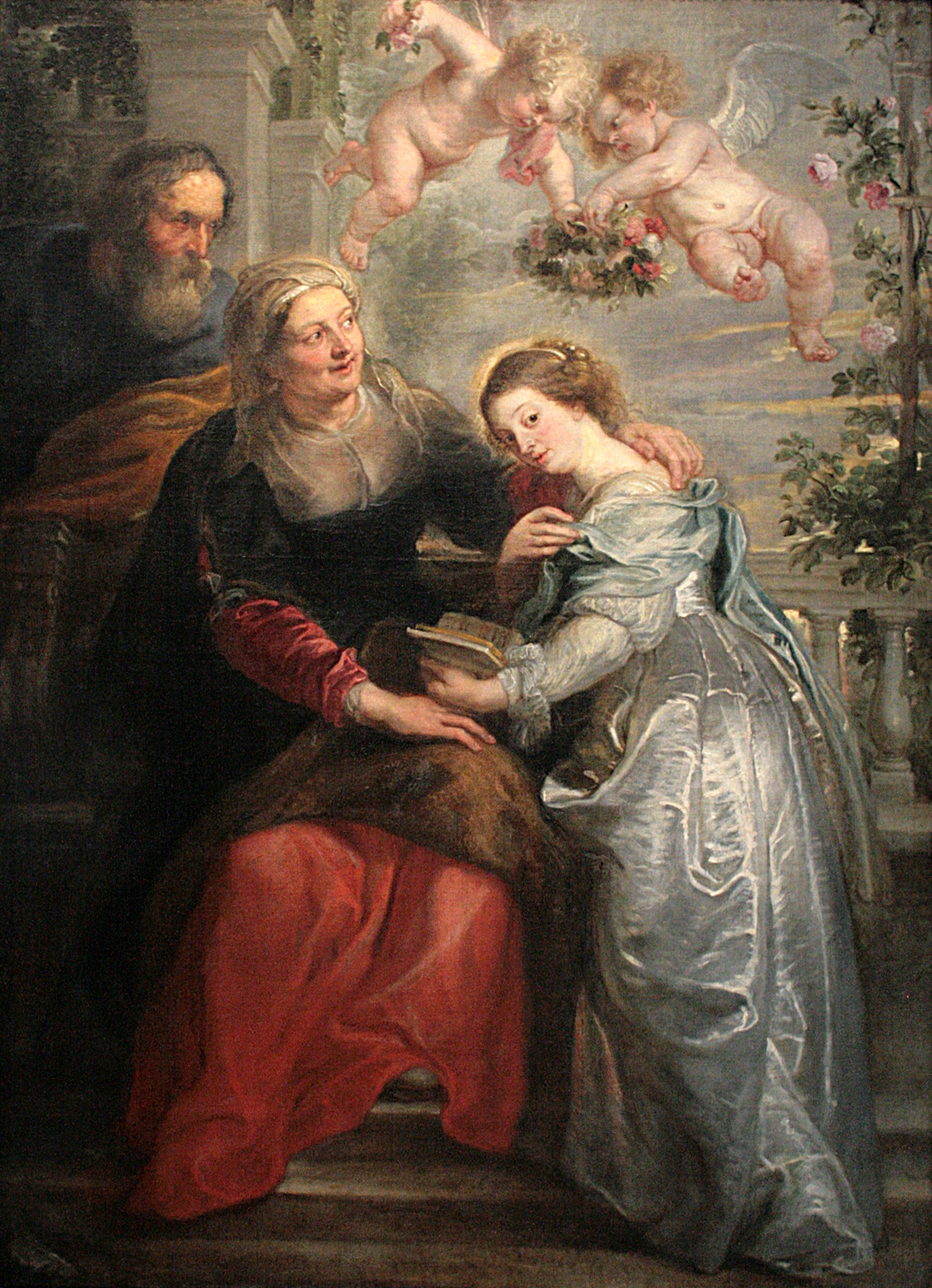
آموزش مریم اثر پیتر پل روبنس.